# 1998 ve fotografii
Tento článek obsahuje významné fotografické události v roce 1998.

## Události
Vydané knihy
- Irving Penn Photographs, Irving Penn, Little, Brown and Co.,Londres, ISBN 978-0821224595
- Civil Wars, James Nachtwey, Mosaik Verlag – ISBN 3-570-12021-X

Fotografické festivaly a výstavy
- Rencontres d'Arles, červenec–září
- Mois de la Photo, Paříž, listopad

## Ocenění
- World Press Photo – Dayna Smith
- Prix Niépce – Florence Chevallier
- Prix Nadar – Anthologie de la photographie africaine et de l'Océan Indien, éd. Revue Noire ISBN 978-2-909571-30-0
- Cena Oskara Barnacka – Fabio Ponzio, (Itálie)
- Grand Prix national des arts visuels  –
- Grand prix Paris Match du photojournalisme – Alexandra Boulat za Kosovo
- Cena Henriho Cartier-Bressona – cena nebyla udělena
- Prix Roger Pic – Christine Spengler za sérii Femmes dans la guerre
- Prix Bayeux-Calvados des correspondants de guerre – Achmad Ibrahim (Associated Press)
- Prix Voies Off – Stephan Girard
- Prix HSBC pour la photographie – Milomir Kovačević a Seton Smith
- Prix Picto – Louis Decamps

- Cena Ericha Salomona – René Burri
- Cena za kulturu Německé fotografické společnosti – Andreas Feininger

- Cena Ansela Adamse – Jim Stimson
- Cena W. Eugena Smithe – Ernesto Bazan
- Zlatá medaile Roberta Capy – James Nachtwey
- Pulitzer Prize for Spot News Photography – Martha Rial, Pittsburgh Post-Gazette, za její portréty lidí, kteří přežili rwandskou genocidu a občanskou válku v Burundi.
- Pulitzer Prize for Feature Photography – Clarence Williams, Los Angeles Times, „za emotivní fotografie dokumentující osud malých dětí, jejichž rodiče jsou závislí na alkoholu a drogách.“ (obrázky)
- Infinity Awards – Naomi Rosenblumová a Walter Rosenblum, Roy DeCarava, Inez van Lamsweerde a Vinoodh Matadin, Steve Hart, Sigmar Polke, Robert Coles, Horst Faas a Tim Page, J. Abbott Miller a Michael Ackerman

- Cena Higašikawy – Anthony Hernandez, Hiroši Suga, Takeši Hosokawa a Šódžun Cujama
- Cena za fotografii Ihei Kimury – Takaši Honma (ホンマ タカシ)
- Cena Nobua Iny – Micuhiro Kamimura
- Cena Kena Domona – Seiiči Motohaši (本橋 成一 * 3. dubna 1940)

- Prix Paul-Émile-Borduas – Jean McEwen
- Fotografická cena vévody a vévodkyně z Yorku – Jeffrey Thomas

- Národní fotografická cena Španělska – Joan Fontcuberta[1]

- Prix international de la Fondation Hasselblad – William Eggleston
- Švédská cena za fotografickou publikaci – Jan Henrik Engström
- Cena Lennarta Nilssona – Nils Åslund

- Medaile Královské fotografické společnosti – Josef Koudelka

## Narození v roce 1998
- 18. června – Farah Hisham Omarová, libanonská novinářka a fotografka, pracovala pro zpravodajský kanál Al-Mayadeen. Zabila ji palba z tanku izraelské armády v jižním Libanonu, když podávala zprávy o válce mezi Izraelem a Hamásem. († 21. listopadu 2023)
- 10. prosince – David Uzochukwu, rakousko-nigerijský umělecký fotograf se zaměřením na portrétní fotografii, který žije a pracuje v Bruselu a Berlíně
- ? – Sameer Al-Doumy, syrský fotožurnalista

## Úmrtí v roce 1998
- 11. ledna – Pierre Boulat, francouzský fotograf a novinář (* 20. ledna 1924)
- 23. ledna – Violette Cornelius, nizozemská umělkyně, fotografka a odbojářka během druhé světové války (* 17. března 1919)
- 2. února – Zahari Žandov, bulharský filmový režisér, scenárista, fotograf a kameraman (* 1. června 1911)
- 14. února – Hansel Miethová, americká fotoreportérka německého původu, která pracovala v časopise Life. Je známá svými fotografiemi se sociální tematikou, které zachycovaly život amerických dělníků ve třicátých a čtyřicátých letech 20. století (* 9. dubna 1909)
- 17. února – Ruth Robertson, americká fotoreportérka a objevitelka, která dosáhla mnoha "prvenství" mezi fotografkami. Vrcholem její úspěšné kariéry byla výprava k úpatí venezuelských Andělských vodopádů v roce 1949, která prokázala, že se jedná o nejvyšší vodopád na světě. (* 24. května 1905)
- 21. února – Karl W. Gullers, švédský novinářský a komerční fotograf (* 5. září 1916)
- 5. března – Francesc Català Roca, katalánský fotograf (* 19. března 1922)
- 8. března – Pierre Izard, švýcarský fotograf (* 27. dubna 1906)
- 10. března – Ilse Bing, německá avantgardní a komerční fotografka (* 23. března 1899)
- 16. března – Esther Bubley, americká fotografka (* 16. února 1921)
- 17. dubna – Linda McCartney, americká fotografka, klávesistka, aktivistka za práva zvířat (* 24. září 1941)
- 6. května – Basil Zarov, kanadský fotograf (* 1913)
- 19. července – Karel Otto Hrubý, český fotograf (* 15. dubna 1916)
- 24. července – Tazio Secchiaroli, italský fotograf (* 1925)
- 2. srpna – Helena Hartwigová, polská umělecká fotografka, portréty v ateliéru, její tchán Ludwik Hartwig a také manžel Edward Hartwig byli oba fotografové (* 21. února 1910)
- 17. srpna – Nelly Sougioultzóglou, řecká fotografka (* 23. listopadu 1899)
- 24. října – Leo Matiz, 81, kolumbijský fotograf, karikaturista, vydavatel novin, malíř a majitel galerie (* 1. dubna 1917)[2]
- 21. listopadu – Šinzó Maeda, japonský fotograf (* 3. června 1922)
- 7. prosince – Samarij Michajlovič Gurarij, sovětský fotograf (* 1. listopadu 1916)
- 11. prosince – Anton Stankowski, německý malíř, grafik a fotograf (* 18. června 1906)
- 13. prosince – František Krasl, český fotograf (* 11. února 1912)
- 13. prosinec – István Rácz, maďarský badatel, fotograf, novinář, polyglot, překladatel a publicista působící většinu života ve Finsku (* 11. července 1908)
- 21. prosince – Albert Monier, francouzský fotograf (* 3. května 1915)
- ? – Vsevolod Sergejevič Tarasevič, sovětský fotograf a klasický fotožurnalista (* 24. listopadu 1919)